# Store Skotnesholmen
Store Skotnesholmen est une île norvégienne du comté de Hordaland appartenant administrativement à Hauglandshella.

## Description
Couverte d'arbres, elle s'étend sur environ 287 m de longueur pour une largeur approximative de 90 m. 